# AS Dragon
Association Sportive Dragon är en fotbollsklubb från Papeete, Tahiti, Franska Polynesien. Klubben grundades 1968 och spelar sina hemmamatcher på Stade Pater Te Hono Nui. Laget spelar i ett blått matchställ med orangea byxor.